# 安提柯二世 (哈斯蒙尼)

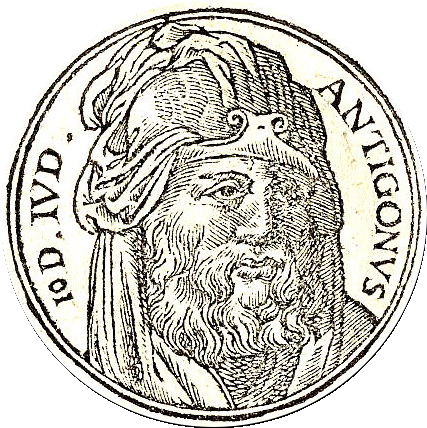
安提柯二世

安提柯二世（Antigonus II），末代哈斯蒙尼王朝的猶地亞國王，阿里斯托布魯斯二世之子，前40年至前37年在位。他也是羅馬共和國扶持的傀儡國王。